# Aufstand im Warschauer Ghetto

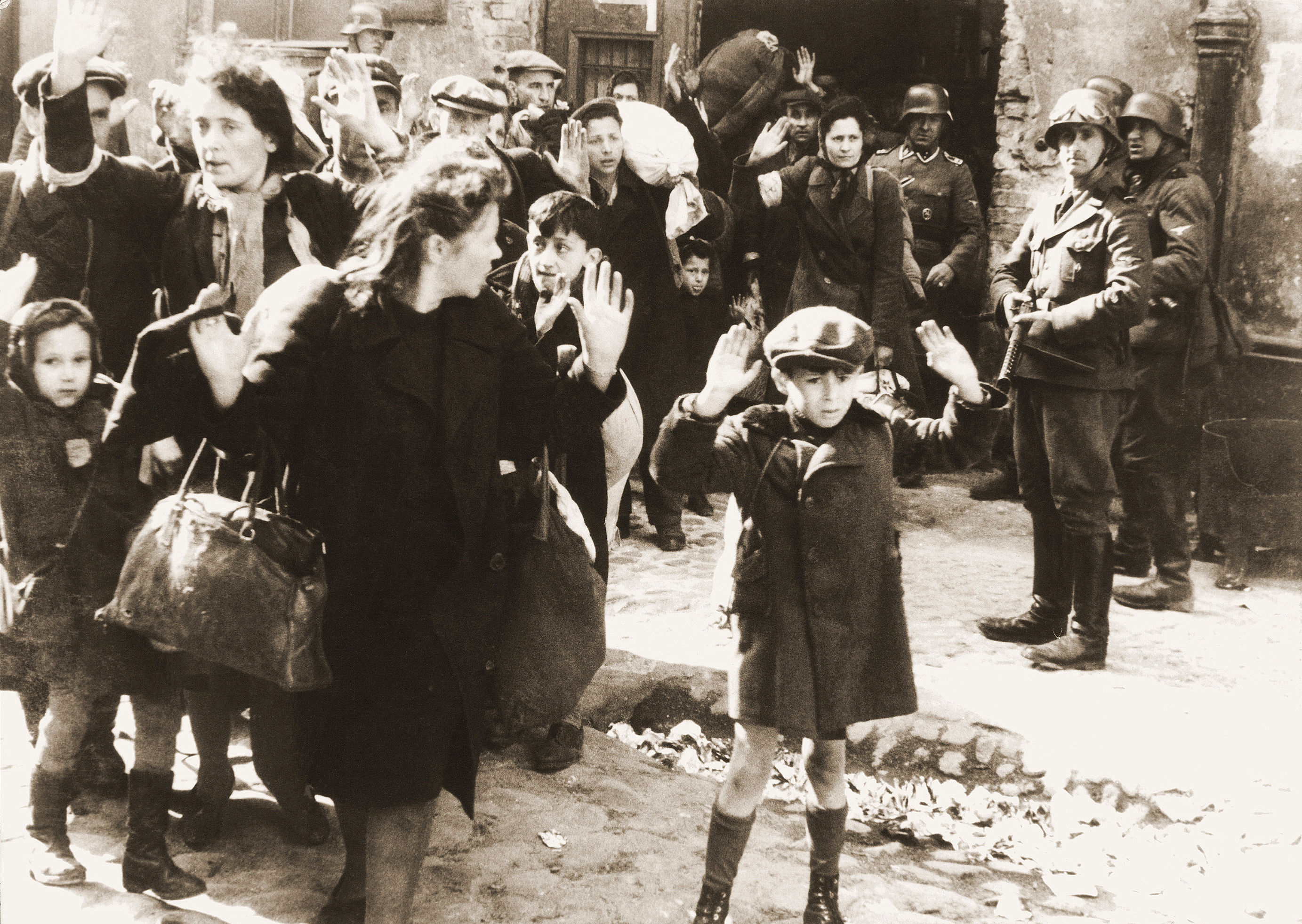
Das berühmte Foto des Jungen aus dem Warschauer Ghetto, das sehr wahrscheinlich während des Aufstands aufgenommen wurde (April/Mai 1943)

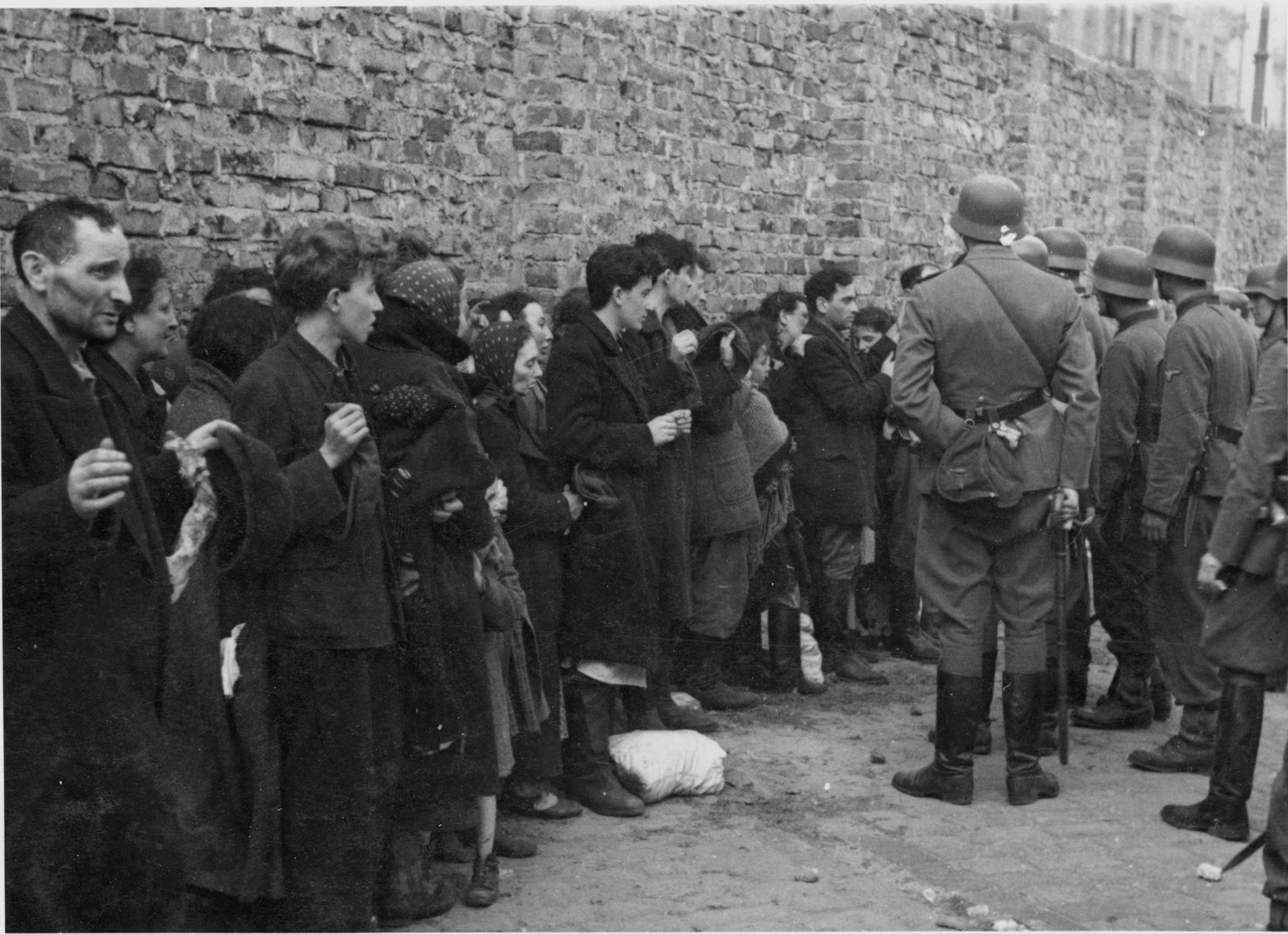
Mutmaßliche Aufständische werden nach ihrer Gefangennahme nach Waffen durchsucht.

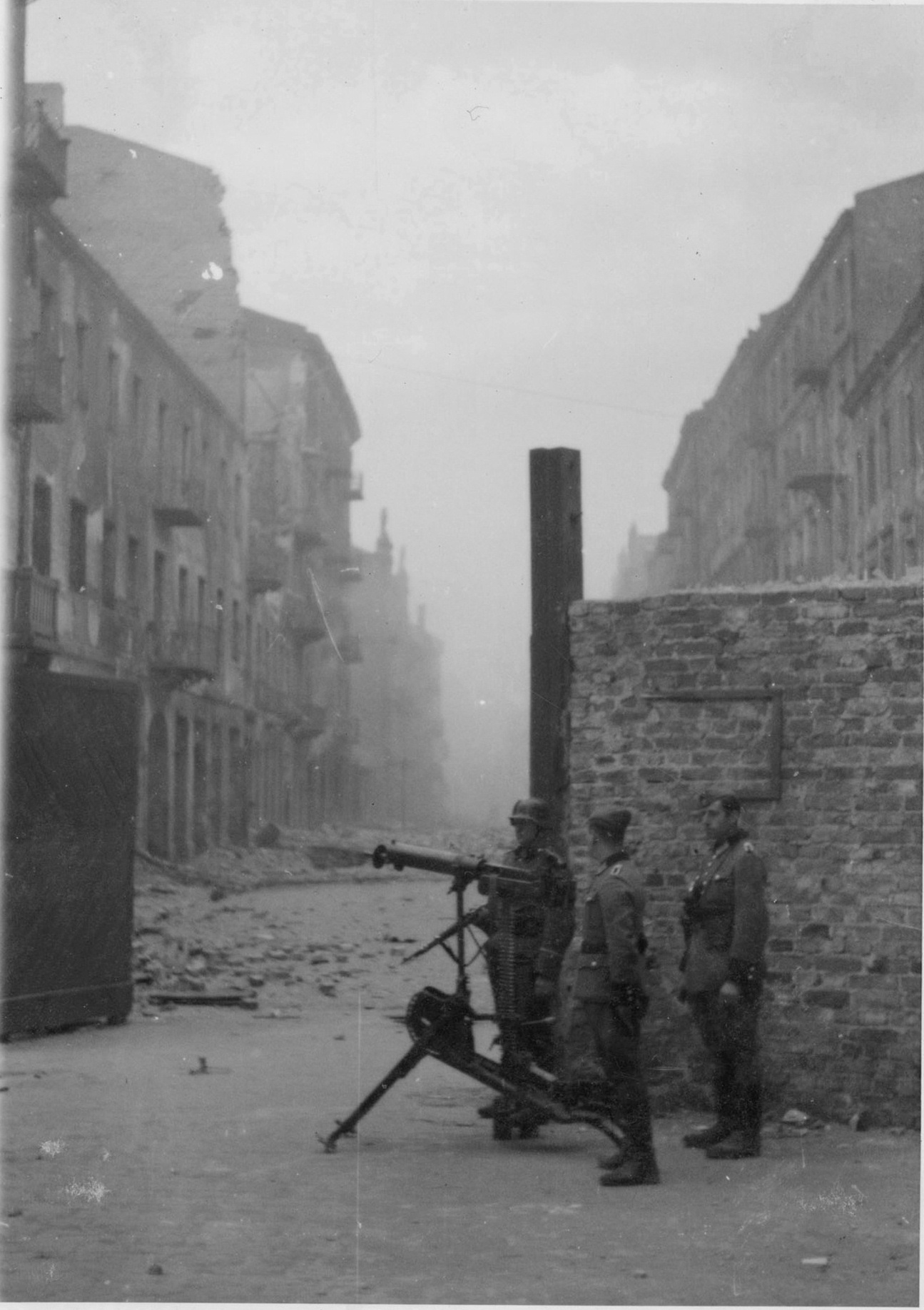
Angehörige eines Polizeibataillons vor einem Tor zum umkämpften Ghetto

Der Aufstand im Warschauer Ghetto war ein Aufstand der im so genannten Warschauer Ghetto gefangenen polnischen Juden gegen ihre Deportation in die deutschen Vernichtungslager, der während der deutschen Besetzung Polens im Zweiten Weltkrieg stattfand. Das Warschauer Ghetto war ein 1940 von den deutschen Behörden unter der Tarnbezeichnung „Jüdischer Wohnbezirk“ errichtetes Sammellager im Rahmen des von ihnen geplanten Völkermords an Juden (Holocaust).
Die völlig unzureichend bewaffneten dort gefangenen Aufständischen erhoben sich am 19. April 1943 und lieferten der deutschen Besatzungsmacht mehrere Wochen lang erbitterte Gefechte. Getragen wurde der Aufstand von der Jüdischen Kampforganisation (ŻOB) unter der Leitung von Mordechaj Anielewicz, dem  Jüdischen Militärverband (ŻZW) und anderen Organisationen. Am 16. Mai 1943 meldete der Befehlshaber auf deutscher Seite, Jürgen Stroop, die Niederschlagung des Aufstands; am gleichen Tag ließ Stroop die Große Synagoge sprengen.

## Vorgeschichte
Am 28. September 1939 kapitulierte die polnische Hauptstadt Warschau angesichts des deutschen Angriffs. Bereits zuvor waren hohe Politiker verschiedener Parteien geflohen. Die jüdischen Politiker gingen zumeist entweder in die Sowjetunion oder in die zu diesem Zeitpunkt noch selbstständigen baltischen Staaten, wo sie sich hauptsächlich in Wilna niederließen, das wegen seiner damals großen jüdischen Gemeinde auch „Jerusalem des Nordens“ genannt wurde. Dadurch verloren die Mitglieder der jüdischen Parteien, vor allem die der Linken und der Zionisten, ihre Anführer. Folgende Parteien und Organisationen gingen in den Untergrund: Allgemeiner jüdischer Arbeiterbund (Bund), Poalei Zion, HaSchomer HaTzair, Gordonia, Akiba und Betar. Sie gründeten kleine Gruppen von fünf bis zehn Mitgliedern, die untereinander diskutierten oder Parteiarbeit leisteten. Als die meisten Führer der anderen Parteien nach dem deutschen Einmarsch nach Warschau zurückkehrten, gelang es anfangs vielen, ihre Anhänger- und Mitgliederzahl zu vermehren.
Ab Oktober 1939 verfuhren die Besatzer mit den Juden in Polen ähnlich wie in Deutschland. So wurden ihre Geschäfte gekennzeichnet und Juden auf offener Straße misshandelt. Außerdem wurden ausgrenzende Maßnahmen wie Judensterne verhängt. Noch 1939 wurde ein sogenannter Judenrat eingerichtet. Er wurde auf deutsche Weisung von Adam Czerniaków geführt, der schon vor dem Krieg in der Kehilla, dem jüdischen Parlament, aktiv war. Der neu gegründete Rat konnte nur eingeschränkt arbeiten, war kaum fähig, karitative Einrichtungen zu unterstützen. Vielmehr stellte er ein Instrument der deutschen Besatzer dar. Schon 1939 planten die Besatzer, einen jüdischen Wohnbezirk, Ghetto genannt, in Warschau zu errichten. Das Judenratsmitglied Szmul Zygielbojm, der auch im Bund Mitglied war, organisierte eine Demonstration, auf der er eine Ansprache hielt. Dies war einer der ersten öffentlichen Proteste im besetzten Polen. Das Ghetto wurde erst ein Jahr später, am 15. Oktober 1940, errichtet. Auf 2,4 % der Fläche Warschaus sollten circa 30 % der Bewohner leben.
Im Ghetto operierten verschiedenste Organisationen, wie das Joint Distribution Committee (JDC), eine amerikanische Hilfsorganisation, das Toz für ärztliche Hilfe sowie das Centos zur Unterstützung von Kindern. Die größte Hilfsorganisation war die jüdische Selbsthilfe (Żytos). In dieser Zeit wurden zunehmend Selbstschutzgruppen gegründet oder erweitert wie zum Beispiel Tsukunft-Shturm oder Swit. Ein bewaffneter Aufstand stand in dieser Zeit noch nicht im Raum; noch lebten mehr als 550.000 Menschen in dem Ghetto. Die Parteien und Hilfsorganisationen versuchten, die Gefahr von Typhus und Fleckfieber einzudämmen. Auch die Suppenküchen waren ein wichtiger Aspekt der Widerstandsarbeit der ersten Jahre. Das änderte jedoch nichts daran, dass der Großteil der Ghettobevölkerung Hunger litt – nur etwa 15 % der Bewohner waren ausreichend ernährt. Viele Ghettobewohner starben an den Folgen des Hungers. Bis Ende 1942 wurden 300.000 der Ghettobewohner in Vernichtungslager deportiert.

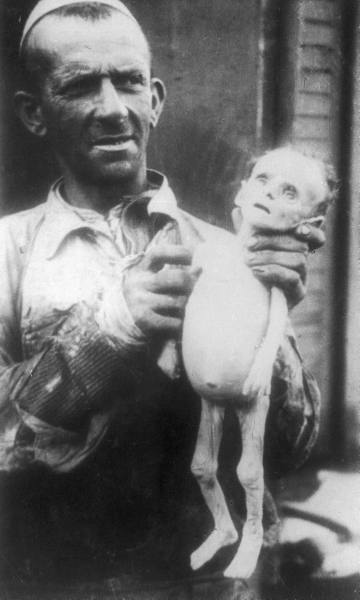
Ein Bewohner des Warschauer Ghettos hält den Körper eines verhungerten Kindes in den Händen (1942)

Ab dem 22. Juli 1942 wurde mit der Großen Aktion im Rahmen der Aktion Reinhardt die schrittweise Auflösung des Warschauer jüdischen Wohnbezirks als Teil der so genannten „Endlösung der Judenfrage“ begonnen. Täglich wurden mehr als 6.000 Menschen in Vernichtungslager, in erster Linie Treblinka, abtransportiert. Als Zwangsarbeit und Todesrate zunahmen, realisierten die politischen Führer und ihre Anhänger langsam, was die Nationalsozialisten im Sinn hatten, und begannen mit Gegenmaßnahmen. So warben alle politischen Richtungen für ihre Organisationen. 1941 war der Bund eine Miliz mit 500 Mitgliedern, Swit war dagegen eine Kaderorganisation. Die Zionisten, vor allem die starken sozialistischen Jugendgruppen Dror (Freiheit) und Hashomer Hazair (Der junge Wächter), hatten eine enge Zusammenarbeit. Die kommunistische Partei befand sich im Wiederaufbau, nachdem die Kommunistische Partei Polens zuvor von Stalin liquidiert worden war. Im März 1942 bildete sich die erste überparteiliche Widerstandseinheit, die Antifaschistische Front. Sie wurde von den zionistischen Jugendgruppen und der Polnischen Arbeiterpartei (PPR) getragen. Der anti-zionistische Bund wurde nicht Mitglied, da er den Kommunisten misstraute. Die beiden Führer des Bundes, Wiktor Alter und Henryk Erlich, waren in sowjetischer Gefangenschaft im März 1943 hingerichtet worden.
Der neu gegründete Block aus Hechalutz und PPR besaß eine Kampforganisation mit circa 500 Mitgliedern, doch hatten sie fast keine Waffen und waren nicht einsatzbereit. Im Juli begannen die großen Deportationen, die Widerstandsgruppen verloren fast ihre gesamte Basis. Der Bund war am schlimmsten betroffen, er verlor 90 % seiner Miliz. Nach dem Ende des Oktobers 1942 lebten nur noch 50.000 Menschen im jüdischen Wohnbezirk. Im gleichen Zeitraum wurde die Jüdische Kampforganisation (ŻOB für Żydowska Organizacja Bojowa) gegründet. Der Hashomer Hazair ist zuzuschreiben, dass sie anti-kommunistische und anti-bundistische Gruppierungen wieder an einen Tisch bringen konnte. Die Kampforganisation wurde nach dem Vorbild der Fareinikte Partisaner Organisatzije (Vereinigte Partisanen-Organisation) aus Wilna gebildet. Im ŻOB waren also der Antifaschistische Block, das heißt Hashomer Hazair, Dror, Gordonia, Akiba, Poale Zion und die PPR vertreten. Der Bund wurde ebenfalls Mitglied. Dazu wurden zwei politische Arme gebildet: einmal das Nationalkomitee (Żydowski Komitet Narodowy, ŻKN), welches aus dem alten Antifaschistischen Komitee bestand, und das Koordinationskomitee (Żydowski Komitet Koordynacyjny, ŻKK), das die Zusammenarbeit mit dem Bund organisieren sollte.
Mitglieder des Koordinationskomitees waren für:
- Poale Zion: Hersz Berliński
- Bund: Adam Sznaidmil, Marek Edelman, Abraham Blum, Bernard Goldstein
- PPR: Michał Rozenfeld, Edward Fondamiński
- Allgemeine Zionisten: Menachem Kirszenbaum
- rechte Poale Zion: Jochanan Morgenstern
- Hashomer Hazair: Arie Wilner
- Dror: Cywia Lubetkin[3]
- Gordonia: Eliazer Geller

Nach dem Verlust vieler Mitglieder durch Deportationen musste die ŻOB neue Mitglieder aufnehmen, wobei sie im Gegensatz zur ŻZW nicht jeden aufnahm. In den folgenden Monaten versuchten beide Widerstandsgruppen, sich Waffen zu organisieren. Der ŻZW hatte Kontakte zu Henryk Iwański, einem christlichen Polen, der in der Heimatarmee kämpfte und als einer von wenigen den Juden bei der Waffenbeschaffung half. Die ŻOB bekam kaum Waffen von der Heimatarmee und wenige Waffen von der kommunistischen Volksgarde. Sie mussten sich größtenteils die Waffen auf dem Schwarzmarkt kaufen, von Geld, das sie von Kollaborateuren und dem Judenrat erpresst hatten. In dieser Zeit wurden auch häufig Kollaborateure, meistens Ghettopolizisten, hingerichtet. Mit diesen Mitteln versuchte die ŻOB, sich weiteren Respekt zu verschaffen. Auch richteten sie Fabriken für Molotowcocktails ein, die im folgenden Aufstand als Hauptwaffe eingesetzt wurden. 1964 wurden z. B. noch 100.000 Zünder für Molotowcocktails im Gebiet des Ghettos gefunden.

### 18. Januar 1943

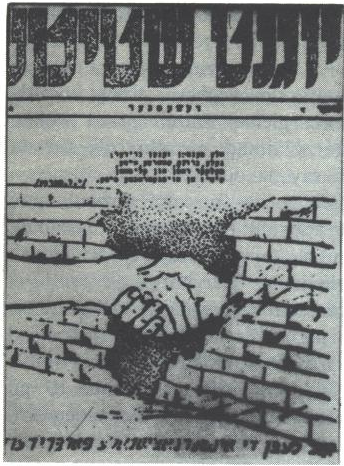
Plakat der ŻOB

Die höchsten deutschen Stellen wollten, dass der Warschauer jüdische Wohnbezirk bis Ende 1942 vollständig aufgelöst wird; dies wurde dann in das Jahr 1943 hinein verschoben. Am 18. Januar marschierte der Befehlshaber SS-Oberführer Ferdinand von Sammern-Frankenegg mit mindestens 1000 Mann in das Ghetto ein. Die ŻOB und der ŻZW hatten aber in den letzten Monaten ihre Strukturen und Ausbildung verbessert sowie ihre Waffenlager aufgefüllt. Die ŻOB verfügte über 1250 überwiegend jugendliche und unausgebildete Kämpfer und der ŻZW über 150. Da sich keiner zur Deportation meldete, mussten die Truppen weiter ins Ghettogebiet hinein. Sie wurden zum Beispiel an der Gęsia-Straße und an der Zamenhof-Straße von Kämpfern erwartet, unter ihnen auch der Anführer Mordechaj Anielewicz. Die Deutschen wurden bis zum 22. Januar mit Partisanentaktiken angegriffen. Die Widerständler, in deren 50 Gruppen nur jeder Zehnte eine Pistole hatte, konnten die Soldaten zwar nach vier Tagen aus dem Ghetto vertreiben, doch hatten sie dabei 80 % ihrer Kämpfer verloren.
Vier Tage später kamen die Deportationen zum Stillstand. Da dem Stab des ŻOB klar war, dass sie die Deportationen nur vorübergehend verhindern konnten, bereiteten sie sich intensiv auf den nächsten Zusammenstoß mit den Deutschen vor. Auch kauften sich nun viele Bewohner Waffen und gründeten sogenannte „wilde Gruppen“. Die Heimatarmee schickte nun eine größere Lieferung mit 50 Pistolen, Gewehre besaß die ŻOB fast keine. Der ŻZW wurde durch Henryk Iwański besser versorgt, sie hatten sogar einige Maschinenpistolen und -gewehre.

### Widerstandsgruppen

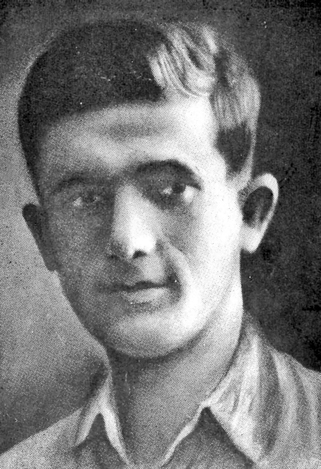
Mordechaj Anielewicz, Anführer der Warschauer Gruppe von Hashomer Hatzair und wesentlich beteiligt an der Organisation und Durchführung des Ghetto-Aufstands

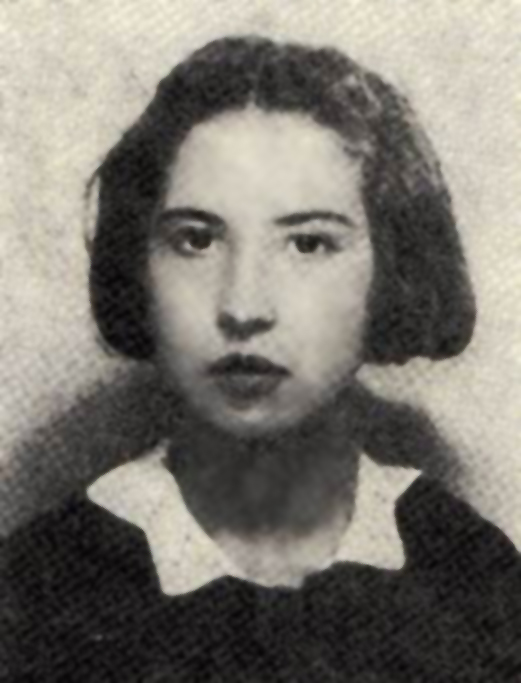
Mira Fuchrer, polnisch-jüdische Widerstandskämpferin und Freundin von Mordechaj Anielewicz

Das verkleinerte Ghettogebiet wurde in vier Kampfzonen eingeteilt:
- Zentralghetto, geleitet von: Mordechaj Anielewicz, Michał Rozenfeld, Jochanan Morgenstern, Israel Kanal. Die Kampfgruppenführer waren Zacharia Artsein, Ber Braudo, Aron Bryskin, Józef Farber, Mordechai Growas, Leib Gruzalc, Simon Kaufman, Leib Rotblat, Benjamin Wald, Fondamiński, Dawid Hochberg und Henryk Zylberberg.
- Gebiet der Bürstenfabrik, angeführt von Marek Edelman und Hersz Berliński. Die Kampfgruppenleiter waren Jurek Błones und Jakub Praszke.
- Fabrikgelände (Produktives Ghetto), angeführt von Isaac Blaustein, Hersz Kawe, Meir Majerowicz, David Nowodworski, Wolf Rozowski, Joshua Winogron, Adam Szwarcfus und Eliazer Geller.
- Muranowski-Platz, der vom ŻZW verteidigt wurde. Sie wurden durch die ehemaligen Offiziere Abraham Rodła, Arie Rodal, Dawid Apfelbaum und Paweł Frenkiel angeführt, zudem hatten sie in den anderen Gebieten eine Kampfgruppe.

#### Beweggründe
Die meisten Mitglieder der am Aufstand beteiligten Widerstandsorganisationen hatten ihre Familie und viele Freunde verloren. Als meist noch Jugendliche verloren sie im Laufe von ein bis zwei Jahren alles, was ihnen persönlich wichtig war. Das Erleben des Elends und des tödlichen Dahinvegetierens der Menschen im Ghetto bewirkte zugleich eine Resignation bezüglich der eigenen Überlebenschancen als auch die Steigerung der Wut auf die Deutschen, die sie in diese Lage gezwungen hatten. Der Weg in den Kampf mag einem Mut der Verzweiflung entsprungen sein, der Welt zu zeigen, dass die Juden kämpfen konnten und sich nicht widerstandslos wie „Lämmer zur Schlachtbank“ führen lassen wollten.

#### Waffen
Die ŻOB war im Gegensatz zum ŻZW nur notdürftig ausgestattet. Im Aufstand hatte jeder Kämpfer nur einen Revolver mit 10–15 Schuss und einige Granaten oder Molotowcocktails. Sie mussten die Waffen für den bis zu fünffachen Preis auf dem Schwarzmarkt kaufen. Die Volksarmee wollte oder konnte nur wenige Waffen liefern. Zu den Waffen kamen noch circa 2–3 Gewehre pro Gebiet, im Zentralen Ghetto waren ein Maschinengewehr und eine Maschinenpistole vorhanden. Der ŻZW besaß aus den Kontakten zum polnischen Widerstand 21 Maschinenpistolen, 8 Maschinengewehre und mindestens 30 Gewehre.
Zu diesen Zahlen kamen noch die Waffen hinzu, die von deutschen Einheiten erbeutet werden konnten. Die Schätzungen dafür belaufen sich auf bis zu 30 weitere Maschinenpistolen und mindestens ebenso viele Gewehre.

## Der Aufstand

Karte des Warschauer Ghettos

### Tag 1 – Montag, 19. April 1943

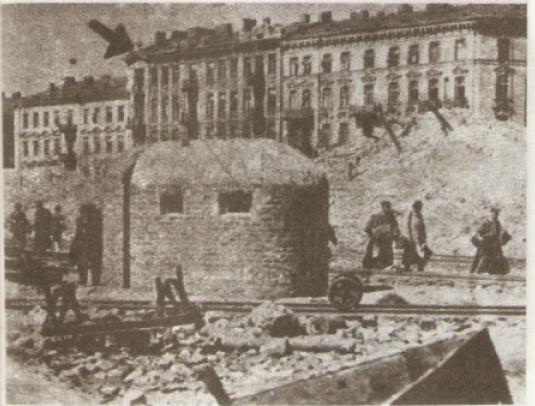
Der ŻZW hisste eine Fahne (19. April 1943).

Am 19. April 1943 gegen 3:00 Uhr begannen die Deutschen, das Ghetto zu umstellen. Es war die jüdische Festwoche Pessach, gewidmet der Befreiung der Israeliten aus der Sklaverei in Ägypten nach dem 2. Buch Mose.
Um 6:00 Uhr marschierten 850 Männer der SS ins Ghetto ein, wo sie sofort beschossen wurden und sich wieder zurückziehen mussten. Bei diesem ersten Gefecht hatten sie 12 Verwundete in den eigenen Reihen zu verzeichnen. Der mitgeführte Panzer wurde durch Molotowcocktails in Brand gesetzt.
Ab dem zweiten Vorstoß um 8:00 Uhr hatte Jürgen Stroop das Kommando auf deutscher Seite.
Der Plan der Deutschen war, das Ghetto in zwei Teile zu spalten: Eine Kolonne sollte bis zum Muranowski-Platz vorrücken, eine zweite Kolonne zur Kreuzung Zamenhof-/Gęsia-Straße gelangen. Doch die ŻOB-Kämpfer stellten sich den Deutschen an der Ecke Gęsia-/Nalewki-Straße entgegen. Alleine dort waren drei Gruppen (Artenstein, Rotblat und Zylberberg) konzentriert. Die Kämpfer konnten sich schnell von Haus zu Haus bewegen. Sie hatten alle Häuser miteinander verbunden, so boten sie kein leichtes Ziel. Ein zweiter Kampf war an der Miła-Straße und der Zamenhof-Straße entflammt. Auch dort konnten die Deutschen gegen die Juden nicht weiter vorgehen und wurden von den Kampfgruppen unter Gruzalc, Braudo, Bryskin und Growas zurückgeworfen. Vom ŻZW kämpften die Gruppen von Chaim Federbusz, Binsztok und Janek Pika in diesen Straßen. Nachmittags kämpften die deutschen Truppen am Muranowski-Platz gegen den ŻZW. Der ŻZW hisste auch eine polnische Fahne und eine Fahne mit dem Davidstern.
Um 20:30 Uhr zogen sich die Deutschen aus dem Ghetto zurück.

### Tag 2 – Dienstag, 20. April 1943
Der Kampf wurde am zweiten Tag vor allem am Muranowski-Platz weitergeführt, denn die Deutschen wollten unbedingt die Fahnen einholen. Doch konnten sich die ŻZW-Kämpfer gut verteidigen, denn sie wurden von der anderen Seite versorgt. Sie benutzten dazu einen Tunnel, den sie im Hauptquartier angelegt hatten. Die Kämpfe brachen auch im Zentralghetto wieder aus, und das Produktive Ghetto unter dem Befehl von Eliazer Geller wurde ebenfalls angegriffen.
Erstmals versuchten die Deutschen, in das Bürstenmachergebiet einzudringen. Als 300 Deutsche dorthin unterwegs waren, explodierte eine Bombe, drei Meter vor dem Tor zum Bezirk. Um die 80 bis 100 Soldaten starben oder wurden verletzt. Auch in den folgenden Stunden gelang es den Deutschen nicht, im Bürstenmacherbezirk Fuß zu fassen; der Widerstand der ŻOB war zeitweise derartig heftig, dass die Deutschen sogar einmal erfolglos mit weißen Tüchern um einen 15-minütigen Waffenstillstand baten. Bei einer der ganz wenigen erfolgreichen Aktionen, die das kämpfende Ghetto von außen unterstützten, eroberte eine von der jüdischen Kommunistin Niuta „Wanda“ Tejtelbojm kommandierte Einheit der Gwardia Ludowa (Volksgarde) ein deutsches Maschinengewehr-Nest, welches die Aufständischen von der Ghettomauer aus beschossen hatte. Schließlich setzten die Deutschen das Bürstenmacher-Gebiet mit Flammenwerfern in Brand, und Stroop befahl den Angriff der Luftwaffe, die fast alle Häuser zerstörte.
Bei Einbruch der Dunkelheit zogen sich die Deutschen erneut aus dem Ghetto zurück.

### Tage 3 und 4
Mittwoch, 21. und Donnerstag, 22. April 1943
In den nächsten Tagen gingen die Kämpfe weiter. Im Produktiven Ghetto konnten die Widerstandskämpfer die deutschen Soldaten mit ihren Waffen in die Flucht schlagen und dadurch viele Zivilisten vor der Deportation schützen. Die Deutschen fingen an, systematisch Flammenwerfer gegen Widerstandsnester einzusetzen. Der Bürstenmacherbezirk wurde, nachdem er am vorherigen Tag fast ganz zerstört worden war, von der ŻOB geräumt, fünf Kampfgruppen gingen in der Nacht zum 22. April in das Zentrale Ghetto. Dort kämpften die Einheiten noch in guter Verfassung. Noch immer waren die Zamenhof-Straße und die Franciszkańska-Straße am härtesten umkämpft.

### Die folgenden 24 Tage

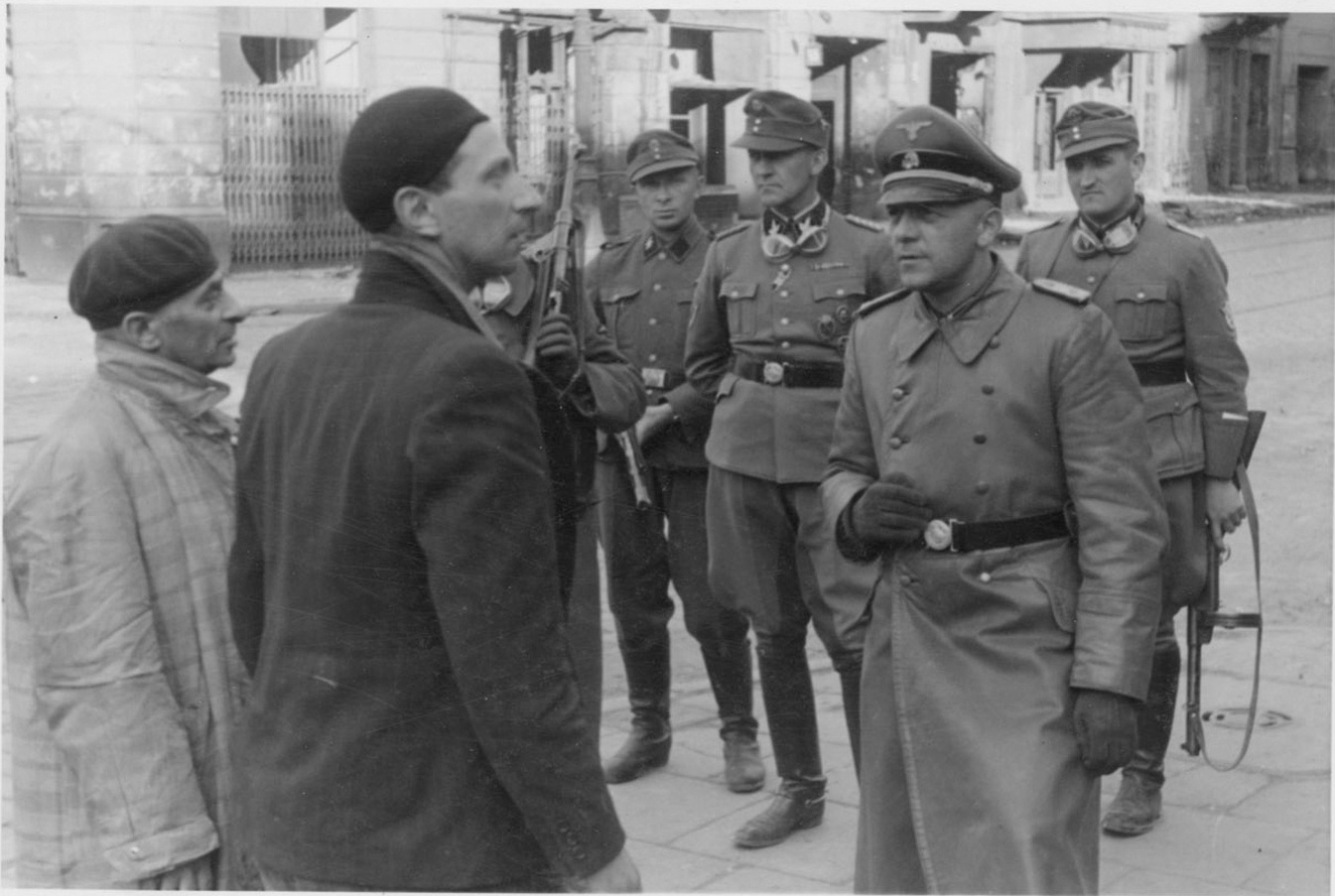
Maximilian von Herff befragt zwei jüdische Kämpfer. Stroop steht in der Mitte der hinteren Reihe. Das Foto entstand wahrscheinlich am 14. oder 15. Mai 1943.

23. April bis 16. Mai

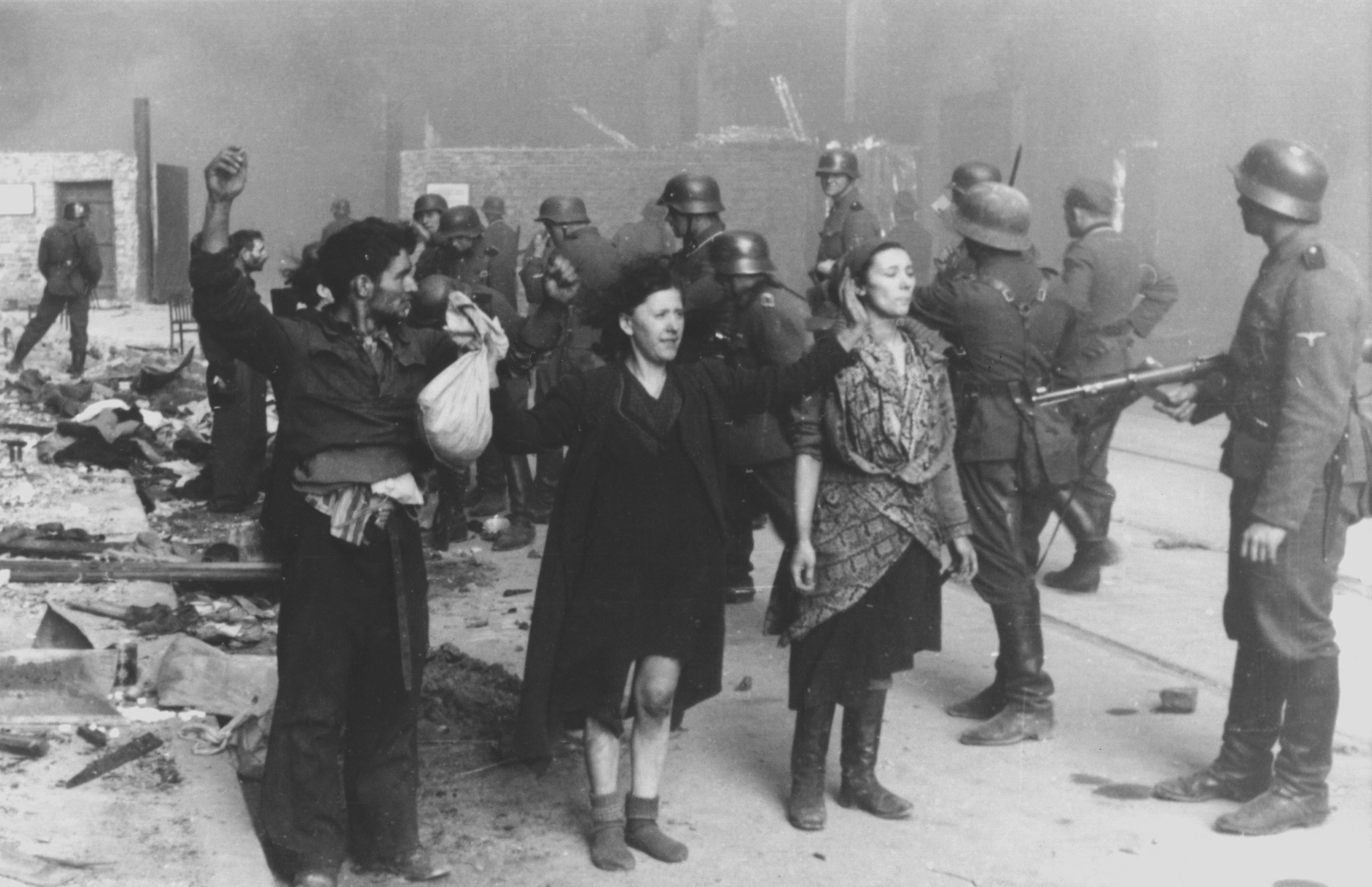
Entwaffnete Aufständische

Nachdem der Kampf um den Muranowski-Platz ganze vier Tage gedauert hatte, waren die meisten Kämpfer verletzt oder tot; 20 von ihnen flohen durch den Tunnel aus dem Ghetto. Das Hauptquartier mit den Fahnen wurde eingenommen und 80 Kämpfer hingerichtet.
Mittlerweile wurden viele Teile des Ghettos in Flammen gesetzt. Anielewicz und seine Kämpfer mussten sich ein neues Hauptquartier suchen, da das alte auf der Miła-Straße zerstört wurde. Auch im Produktiven Ghetto wurde diese Technik von den Deutschen angewandt.
Am 23. April wurde die Miła-Straße 18 das neue Hauptquartier der ŻOB. Dies bedeutete eine Änderung ihrer Taktik: Vorher kämpften die Widerständler größtenteils in Häusern und griffen die Deutschen aus einem Hinterhalt an, nun gingen sie in ca. 600 unterirdische Bunker und starteten nur noch gezielte Aktionen, weil ihnen die Munition ausging. Auch mussten sie die Taktik ändern, da Jürgen Stroop seine Soldaten nicht mehr in Kolonnen marschieren ließ. Die Deutschen bildeten kleine Gruppen, die die Bunker aufspüren sollten. Zunächst gingen die Kämpfe am 24. April im Produktiven Ghetto weiter, dort konnten sich ŻZW- und ŻOB-Kämpfer immer noch in den Häusern Nowolipki-Straße 21 und 41 sowie Leszno-Straße 74, 76 und 78 halten. Doch auch dort wurden viele Häuser zerstört, und die Kämpfer zogen sich zurück.
Am 27. April kam es zu einem der letzten größeren Gefechte: Kämpfer im Produktiven Ghetto griffen SS-Männer an, die Juden zum Umschlagsplatz bringen wollten. Viele Deutsche zogen sich zurück und die Kämpfer unter Geller befreiten hunderte Juden. Auch kämpften auf dem Muranowski-Platz alte ŻZW-Einheiten aus dem Zentralghetto und dem Bürstenmacherbezirk. Nun kam auch eine Gruppe der Heimatarmee unter Kommandeur Iwański, um den Kämpfern zu helfen. Ende April beschloss die ŻOB, aus dem Ghetto zu fliehen. Zwar konnten sie noch einige Panzer zerstören, hatten aber keine Rückzugslinien. Die ersten 40 Widerständler verließen am gleichen Tag das Ghetto. Am Tag der Arbeit wurde von der ŻOB der Befehl ausgegeben, dass an diesem Tag möglichst viele Deutsche getötet werden sollten. So starben an diesem Tag noch einige Deutsche, am Abend wurde noch die Internationale gesungen. Da alle anderen größeren Bunker entdeckt wurden, gingen fast alle Einheiten in den Bunker auf der Miła-Straße 18; am Ende lebten dort um die 500 Menschen. Sie hofften auf Hilfe von der anderen Seite, denn sie hatten Simche Rathauser und Zalman Friedrich als Boten zu Jitzhak Zukerman geschickt, der die Arbeit mit anderen Organisationen koordinieren sollte. Sie konnten aber keine andere Gruppe dafür gewinnen. Anfang Mai waren die wilden Gruppen immer aktiver geworden. Sie bestanden aus Personen, die sich keiner Organisation anschließen wollten oder konnten. So töteten sie als verkleidete Deutsche auf der Leszno-Straße einige Angreifer.
Am 7. Mai wurde der Kommandobunker in der Miła-Straße 18 durch die Deutschen entdeckt und am 8. Mai angegriffen. Viele Personen starben durch Suizid, viele durch Gas, das die Deutschen in den Bunker leiteten. In der Nacht zuvor war Marek Edelman mit einer kleinen Gruppe aus dem Bunker geflohen. Als dann die Hilfe von der anderen Seite eintraf, waren alle bis auf fünf oder sechs Menschen tot. Die ŻOB verlor circa 80 % ihrer verbliebenen Kämpfer; 120 von ihnen starben im Bunker, darunter auch Anielewicz mit seiner Freundin Mira Fuchrer.
Am 10. Mai fuhren am Vormittag außerhalb des Ghettos Marek Edelman und eine Gruppe Aufständischer, die durch die Kanalisation der deutschen Umzingelung mit ihren Waffen entkommen waren, mit einem LKW weg.
Auf der „arischen“ Seite der Ghettomauer überlebte Jitzhak Zuckerman. Aufständische wurden in konspirativen Wohnungen versteckt oder gingen in die Wälder. Eine der Gruppen wurde von den Deutschen entdeckt und erschossen. Auch 140 ŻZW-ler flohen in diesen Tagen aus dem Ghetto.
Am 16. Mai 1943 beendete Stroop mit der Sprengung der Großen Synagoge um 20.15 Uhr die militärische Bekämpfung des Aufstandes gegen die Deportationen.

### Weitere Kämpfe, Verbleib der Kämpfenden
Eine Einheit unter Zacharia Artstein von der ŻOB und Józef Łopata kämpfte weiter und hielt bis zum Juni 1943 Kontakt mit den Ausgebrochenen. Auch andere Kämpfer hielten sich noch Monate, obwohl der Kampf offiziell am 16. Mai von deutscher Seite beendet worden war. Diese Kämpfer versteckten sich häufig tagelang, um dann gezielt kleine deutsche Patrouillen anzugreifen. Deutsche starben noch ein Jahr nach dem Ende des Aufstandes im Ghetto aufgrund von Hinterhalten. Einige Juden überlebten in den Trümmern des Ghettos bis zum Warschauer Aufstand im August 1944.
Nach dem Ende der Kämpfe im Ghetto gingen viele Kämpfer in die Wälder. Einige wurden Partisanen, andere wiederum gingen nach Warschau und andere wurden schon früh getötet oder verraten. Daher lichtete sich der Kreis der Ghettokämpfer auch in den Monaten nach Ende des Kampfes.
Die Widerständler in der Stadt lebten in dauernder Angst, verraten zu werden. Auf den Straßen gingen Erpresser, sogenannte Szmalcownicy, umher. Sie erpressten Juden um ihr gesamtes Geld und denunzierten sie häufig bei der Gestapo. Die wenigen Überlebenden kämpften mit den christlichen Polen im Warschauer Aufstand. Es wurde eine ŻOB-Einheit in der „Volksgarde“ gegründet. Als Juden durften sich diese Kämpfer immer noch nicht zu erkennen geben, denn es gab faschistische Gruppen der Polen im Aufstand, die sowohl Juden als auch Deutsche töteten. Nach dem Ende des Aufstandes versteckten sich die wenigen Kämpfer in den Trümmern Warschaus. Wenn sie als Juden erkannt wurden, richteten die Deutschen sie hin.
Nach dem Ende des Krieges in Polen und dem Tod von sechs Millionen Juden bereiteten sich viele Überlebende auf die Auswanderung vor, unter ihnen fast alle Ghettokämpfer. Auch Mitglieder des Bundes emigrierten in die USA, die Zionisten nach Israel. Dort wurde von ihnen der Kibbuz Lochamej haGeta’ot gegründet (s. u.).
Auf jüdischer Seite kämpften während des Aufstands etwa 750 Personen; die Deutschen setzten etwa 2.000 Soldaten und Polizisten ein. Die Verluste beider Seiten sind schwer abzuschätzen; vermutlich sind 75 % der Ghettokämpfer gefallen oder wurden ermordet. Die Verluste der Deutschen sind ebenfalls schwierig zu berechnen, da Verbündete, wie die polnischen Polizisten, in fast keiner Statistik berücksichtigt werden. Doch dürften auch auf der deutschen Seite je nach Quelle ca. 300–400 Personen getötet und 1000 verletzt worden sein. In den offiziellen Meldungen Stroops ist dagegen nur von 16 Toten und 85 Verwundeten die Rede.
Insgesamt forderten die Kämpfe 12.000 Opfer. Weitere 30.000 Menschen wurden nach den Kämpfen erschossen, 7000 in Vernichtungslager transportiert.

### Überlebende

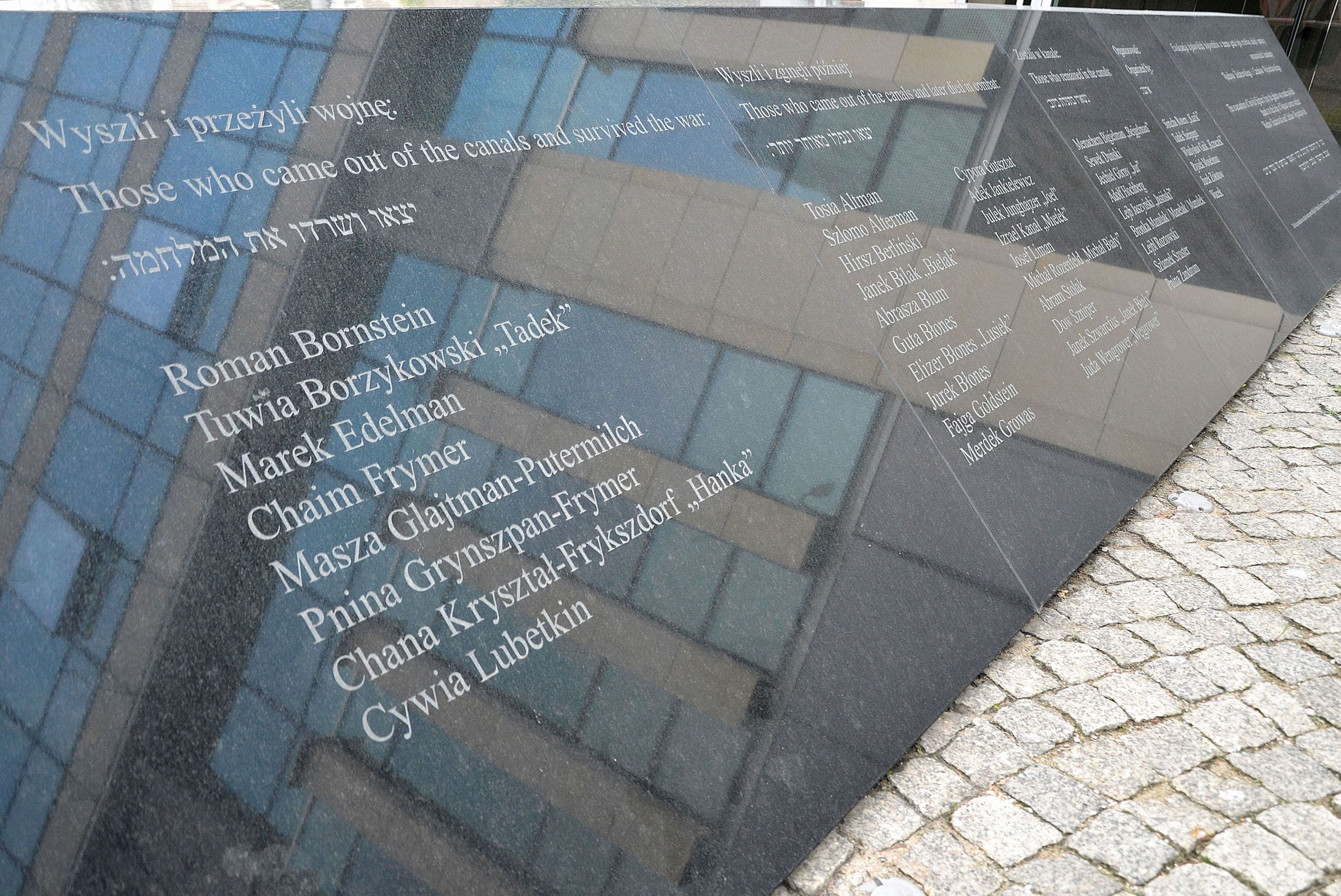
Denkmal an die Überlebenden des Aufstandes im Warschauer Ghetto (ul. Prostej 51)

Jitzhak Zuckerman unterstützte den Aufstand von außen und half einer Gruppe von Widerstandskämpfern nach der Niederschlagung des Aufstandes bei der Flucht über die Kanalisation aus dem Ghetto.
- Marek Edelman (1919–2009)
- Zivia Lubetkin (1914–1978)
- Shimon Nissenbaum (1926–2001)
- Hava Broder (1928-2022)[16]
- Szoszana Kossower[17]

## Gedenken

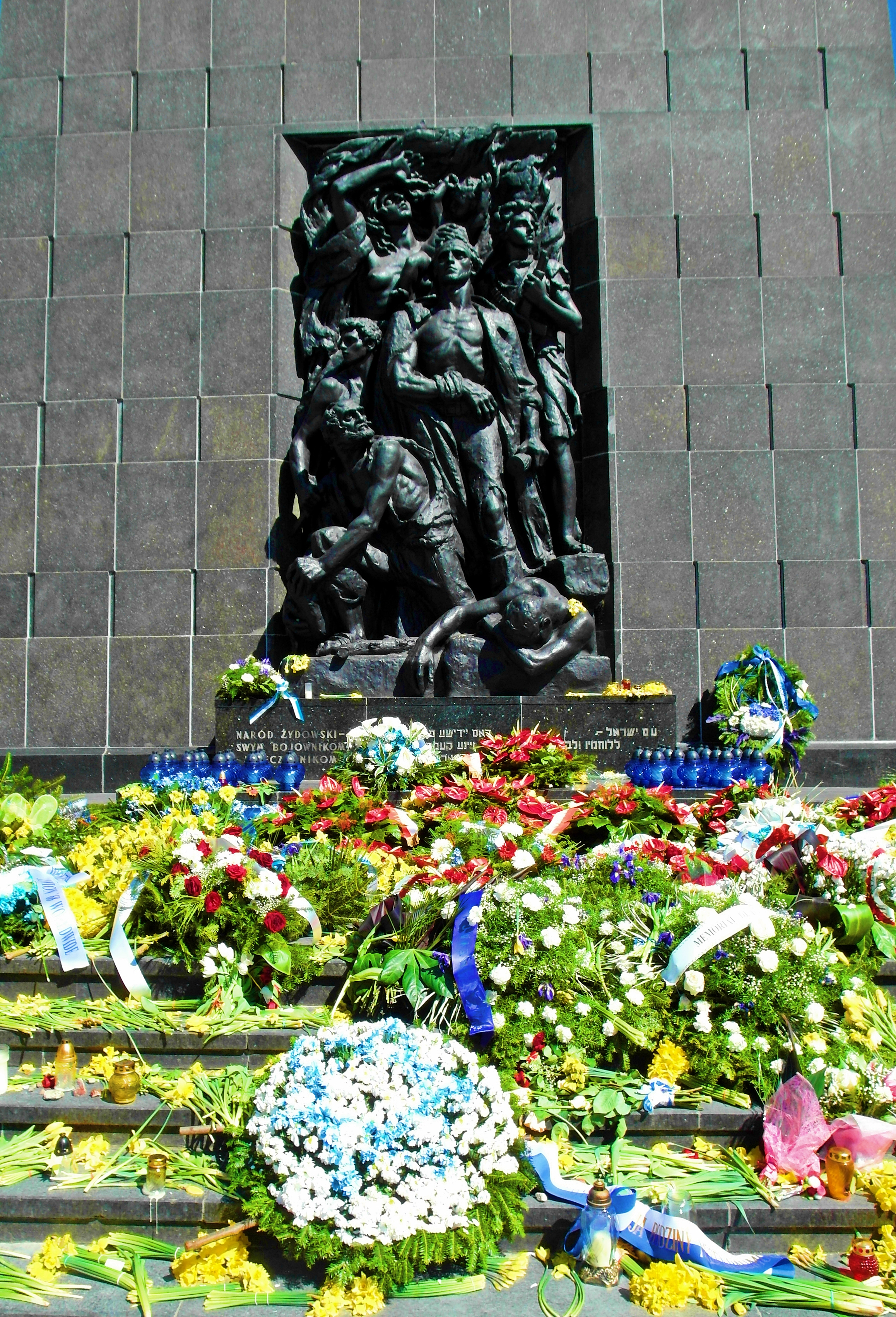
Warschauer Ghetto-Ehrenmal

An den Jüdischen Widerstand im Warschauer Ghetto erinnern:
- Warschauer Ghetto-Ehrenmal
- Museum der Geschichte der polnischen Juden

1970 ereignete sich am Ehrenmal der Kniefall von Warschau durch Willy Brandt während dieser einen Kranz niederlegte.
2013 wurde die Initiative „Gelbe Narzisse“ vom Museum der Geschichte der polnischen Juden gestartet.
2018 wurde bekannt, dass die polnische Regierung unter Mateusz Morawiecki ein Museum über den Ghetto-Aufstand plant. Die Eröffnung wurde für 2023 angesetzt. Mit der Konzeption wurde Albert Stankowski beauftragt.
2023 sprach auf Einladung des polnischen Staatspräsidenten bei der Gedenkfeier zum 80. Jahrestag des Beginns des Jüdischen Aufstandes im Warschauer Ghetto gegen die NS-Streitkräfte erstmals ein deutscher Bundespräsident.

## Medien

### Künstlerische Verarbeitung
Der Aufstand wurde auch verschiedentlich künstlerisch bearbeitet. Ein bekanntes Beispiel hierfür ist Arnold Schönbergs musikalische Auseinandersetzung mit der Judenvernichtung im Ghetto und ihrem Widerstand dagegen, das in Zwölftontechnik geschriebene Werk Ein Überlebender aus Warschau mit seiner als erschütternd realistisch bezeichneten Komposition mit unterlegten Texten.
Simon Hochberger veröffentlichte 1946 in einem kleinen jiddischen Verlag das englischsprachige Gedicht Warsaw Ghetto – Tale of Valor. Es fand in Australien wie in Neuseeland vor allem in jüdischen Gemeinden für einige Zeit Aufmerksamkeit.

### Filme
- Der Film Korczak, ein deutsch-polnischer Spielfilm von Andrzej Wajda aus dem Jahr 1990, zeigt die Ausgangssituation, die zum Aufstand führte – den immer wieder scheiternden Kampf ums Überleben; ebenso die deutsch-israelische Produktion Sie sind frei, Dr. Korczak aus dem Jahr 1973.
- In der Fernsehserie Holocaust – Die Geschichte der Familie Weiss, Teil 4, von 1978 nimmt der Aufstand einen größeren Platz ein, mit fiktionalen Personen, so Moses Weiss, dem Bruder von Josef Weiss, dem Vater der in der Serie behandelten Familie.
- Im Film Blutiger Schnee ist eine extrem kurzgehaltene Szene aus den Kämpfen im Ghetto in die Handlung eingebaut.
- Tv-Spielfilm: Uprising – Der Aufstand, USA, 2001.
- Film: Aufstand im Warschauer Ghetto. In der n-tv Reportage-Reihe Das 20. Jahrhundert. Dokumentation. n-tv, 2007. 45 Min. (Mehrere Interviews von Ghettokampf-Überlebenden)
- Auch in Der Pianist von Roman Polanski aus 2002 wird die Thematik des Überlebens von Juden in den Wirren des Warschauer Ghettos behandelt (nach Władysław Szpilman: Der Pianist. Mein wunderbares Überleben.).

### Andere Medien
- CD: The Warsaw Getto Darsteller: Feliks Tych (Erz.); Eva Lacek; Ross Emans; David Smith (Stimmen); Regie: Tomasz Pijanowski; Krzysztof Wesolowski. 2005. Polnisch, Englisch, Deutsch, Hebräisch Dauer: 45'. tps Film Studio. Vertrieb Log-in-Productions New York (enthält: 37': Warschauer Ghetto; 4': Kinder im Ghetto; 4': Ghetto-Aufstand 1943) Archivmaterial, Jüd. Histor. Institut der Stadt. (Ausschnitte)
- Buch: Der Roman Mila 18 von Leon Uris hat den Aufstand im Warschauer Ghetto zum Thema. Zwar sind die handelnden Personen nach Aussage des Autors frei erfunden, doch tragen sie teilweise Namen der realen Widerstandskämpfer wie Geller, Rodler oder Silberberg.
- Buch: Roman 28 Tage lang von David Safier

### Deutsch
- Reuben Ainsztein: Revolte gegen die Vernichtung. Der Aufstand im Warschauer Ghetto. Schwarze Risse, Berlin 1993, ISBN 3-924737-19-3.
- Marek Edelman: Das Ghetto kämpft. Harald Kater, Berlin 1993, ISBN 3-927170-05-4.
- Marek Edelman: Der Hüter. Beck, München 2002, ISBN 3-406-48656-8.
- Marek Edelman erzählt: Gespräche mit Witold Bereś und Krzysztof Burnetko. Aus dem Polnischen von Barbara Kulinska-Krautmann. Parthas, Berlin 2009, ISBN 978-3-86964-012-9.
- Sabine Gebhardt-Herzberg: Das Lied ist geschrieben mit Blut und nicht mit Blei. Mordechaj Anielewicz und der Warschauer Ghettoaufstand. Sabine Gebhardt-Herzberg, Bielefeld 2003, ISBN 3-00-013643-6.
- Astrid Gehrig: Ewald Sternagel: „Ein im auswärtigen Einsatz ganz vorzüglicher Polizeioffizier“. In: Wolfgang Proske (Hrsg.): Täter Helfer Trittbrettfahrer. NS-Belastete aus Baden-Württemberg, Band 10: NS-Belastete aus der Region Stuttgart. Gerstetten : Kugelberg, 2019, ISBN 978-3-945893-11-1, S. 423–460
- Bernard Goldstein: Die Sterne sind Zeugen. Ahriman, Freiburg 1994, ISBN 3-922774-69-5.
- Stefan Klemp: Vernichtung. Die deutsche Ordnungspolizei und der Judenmord im Warschauer Ghetto 1940–43. Prospero, Münster 2013, ISBN 978-3-941688-42-1.
- Hanna Krall: Schneller als der liebe Gott. Aus dem Polnischen. Edition Suhrkamp Neue Folge Band 23, Suhrkamp, Frankfurt am Main 1980, ISBN 3-518-11023-3.
- Dan Kurzman: Der Aufstand. Bertelsmann, München 1979, ISBN 3-570-02132-7.
- Arno Lustiger: Zum Kampf auf Leben und Tod. Kiepenheuer&Witsch, Köln 1994, ISBN 3-89996-269-9. Abschnitt Polen-Warschau. S. 77–132.
- Bernard Mark: Der Aufstand im Warschauer Ghetto. Entstehung und Verlauf. Dietz Verlag Berlin, Berlin (Ost) 1959.
- Markus Meckl: Sie kämpften für die Ehre. Zur symbolischen Bedeutung des Warschauer Ghettoaufstandes. Zeitschrift für Geschichtswissenschaft Jg. 46, 1998, S. 320–328.
- Feigele Peltel Miedzyrecki: Deckname Vladka. Eine Widerstandskämpferin im Warschauer Ghetto. EVA, Hamburg 1999, ISBN 3-434-50468-0.
- Kazimierz Moczarski: Gespräche mit dem Henker. Das Leben des SS-Generals Jürgen Stroop. Osburg, Berlin 2008, ISBN 978-3-940731-12-8.
- Marcel Reich-Ranicki: Mein Leben. Deutsche Verlags-Anstalt, Stuttgart 1999, ISBN 3-423-13056-3.
- Emanuel Ringelblum, Kompilator & Ruta Sakowska & Jüdisches Historisches Institut (Warschau) Hg.: Oneg Schabbat. Das Untergrundarchiv des Warschauer Ghettos. Ausstellungskatalog. Text in Deutsch; abgebildete Dok. auch in Polnisch und Jiddisch. Namensverzeichnis. Verlag Arbeit und Leben NRW, Düsseldorf 2003, ISBN 83-85888-72-1.[23]
- Simha Rotem: Kazik – Erinnerungen eines Ghettokämpfers. Assoziation A, Berlin 1996, ISBN 3-924737-27-4.
- Erhard Roy Wiehn: Ghetto Warschau. Aufstand und Vernichtung 1943. Fünfzig Jahre danach zum Gedenken. Hartung-Gorre, Konstanz 1993, ISBN 3-89191-626-4.
- Wolfgang Scheffler & Helge Grabitz: Der Ghetto-Aufstand Warschau 1943 aus der Sicht der Täter und Opfer in Aussagen vor deutschen Gerichten. Goldmann, München 1993, ISBN 3-442-12846-3.
- Eva Seeber & Marian Feldman: Beiträge zur Geschichte des Warschauer Ghettos. Rosa-Luxemburg-Stiftung, Leipzig 1994, ISBN 3-929994-13-5 (= Texte zur politischen Bildung Band 11, Lebensbedingungen, überw. nach polnischen Quellen; der Aufstand; mit zahlreichen Literaturangaben S. 59 ff.)

### Englisch
- Daniel Blatman: For our freedom and yours. The Jewish Labour Bund in Poland 1939-1949. Übersetzung aus dem Hebräischen. London 2003, ISBN 0-85303-458-3. (1996)
- James E. Young: The Biography of a Memorial Icon: Nathan Rapoport's Warsaw Ghetto Monument. In: Representations. (Fachzeitschrift), No. 26, Special Issue: Memory and Counter-Memory. California UP, Spring 1989, S. 69–106 (englisch).
- Yitzhak Zuckerman: A surplus of Memory. Chronicle of the Warsaw Ghetto Uprising. Berkeley, Los Angeles, Oxford 1993, ISBN 0-520-07841-1.

### Jiddisch
- J. Sh. Herts: Di geshikhte vun a jugent, Ferlag Unser Tsait, New York 1946.
- Zivia Lubetkin: In umkum und oyfstand, Tel Aviv 1980.
- Bernard Mark: Der oyfstand in Varshever geto. Warschau, 1958 (Gekürzte deutsche Fassung) In: Ilja Ehrenburg, Wassili Grossman, Arno Lustiger (alle Hrsg., Lustiger der Übersetzung ins Deutsche), Das Schwarzbuch. Der Genozid an den sowjetischen Juden. Rowohlt, Reinbek 1994, ISBN 3-498-01655-5.